# 瑙鲁国家足球队
瑙鲁国家足球队是一个代表瑙鲁共和国参赛的球队。它还不是国际足联和大洋洲足协的成员，因此没有资格参加世界杯足球赛或大洋洲国家杯的比赛。 
国家队最重要的机构，瑙鲁业余足球协会（Nauru Amateur Soccer Association.，NASA）成立于1973年。
1994年10月2日，瑙鲁国家足球队在代尼戈莫杜区与所罗门群岛队的友谊赛以2-1战胜对手，创造了瑙鲁体育史上的一个奇迹。